# Ngom Ajdabya
Actualités
Le Ngom Ajdabiya (en arabe : نجوم اجدابيا) est un club libyen de football fondé en 1984 et basé dans la ville d'Ajdabiya.